# Äventyrsserie
| Äventyrsserier |
| --- |
| Fantomen är en utpräglad äventyrsserie. - Betydelse – tecknade serier inriktade på äventyr och spänning - Exempel – Fantomen, Stålmannen, Modesty Blaise - Relaterat begrepp – humorserier, komiska äventyrsserier |

Äventyrsserier kallas de tecknade serier som är inriktade på äventyr och spänning. De är oftast längre än humorserier, den andra huvudsakliga genren inom mediet. En äventyrsserie kan vara realistisk eller innehålla fantastiska element.
Genren är en av tre stilmässiga huvudgenrer inom seriemediet som populärkultur betraktat. De andra två varianterna är humorserier och komiska äventyrsserier.
Om en äventyrsserie innehåller starkt karikerade figurer eller många komiska element brukar den i regel kallas för en komisk äventyrsserie, en serietyp som är något av en brygga mellan humor- och äventyrsserier. Exempel på detta är "Tintins äventyr" och "Dragon Ball".

## Typer av äventyrsserier
Äventyrsserier är en huvudgenre eller stilistisk genre. Under sig har den därför en stor mängd genrer baserade på olika innehåll och miljöer, vilket kan röra sig om:
- Deckarserier, äventyrsserier med poliser, detektiver, brottslingar och agenter (till exempel "Modesty Blaise")
- Fantasyserier, äventyr med fantastiska övernaturliga element (till exempel "Alverfolket")
- Krigsserier, serier om krig och krigföring (till exempel "Biggles")
- Science fiction-serier, fiktion med avstamp i vetenskapen, ofta om framtiden eller fantastisk teknik (till exempel "Blixt Gordon")
- Skräckserier (till exempel "Hellblazer")
- Superhjälteserier, serier om människor med övermänskliga krafter (till exempel "Stålmannen")
- Västernserier, serier om cowboys, indianer och andra i "Vilda västern" (till exempel "Blueberry")
- Andra historiska serier (till exempel "Resande med vinden")
- Äventyrsinriktade fabeldjursserier (till exempel "Howard the Duck")
- Äventyrsinriktade sportserier (till exempel "Roy of the Rovers")
- Äventyrsinriktade romantiska serier (till exempel "Eva och jag")
- Äventyrsinriktade erotiska serier (till exempel "Click")